# Gerontologie
Gerontologia (termen creat din cuvintele grecești γέρων - geron cu sensul de „bătrân” și λογία- logie cu sensul de „studiul” de către Ilia Ilici Mecinikov în 1903) este studiul aspectelor sociale, psihologice și biologice ale îmbătrânirii; ramură a biologiei care studiază problemele biologice, psihologice, sociale și economice ale persoanelor în vârstă. Acesta este diferită de geriatrie, care este o ramură a medicinei ce studiază bolile adulților în vârstă. Printre cei care practică gerontologia se numără cercetători și practicanți în domeniile biologie, medicină, asistență medicală, stomatologie, asistență socială, terapie fizică, psihologie, psihiatrie, sociologie, economie, științe politice, arhitectură, farmacie, sănătate publică, locuințe și antropologie.